# Adrian Neaga
Adrian Neaga (n. 4 iunie 1979 la Pitești) este un fotbalist român retras din activitate. A debutat în Liga I la echipa locală, FC Argeș Pitești. În sezonul 2007-2008, evoluează pentru Steaua București, echipă la care a mai evoluat între 2001 - 2003 și între 2003 - 2004.